# Destination Anywhere
Destination Anywhere is Jon Bon Jovi's tweede soloalbum uitgebracht op 17 juni 1997. Het bevat muziek voor de film Destination Anywhere uitgebracht in hetzelfde jaar. Het album volgt zijn succesvolle 1990 soundtrack Blaze of Glory, voor de film Young Guns II. Het album is vrij verschillend van de klassieke rock die kenmerkend is voor de Bon Jovi-albums. Slechts een van zijn bandleden, David Bryan, heeft bijgedragen aan het album, hoewel Desmond Child, medeauteur van hits als "Livin' on a Prayer", tuba speelt in "Ugly", ook een van de producenten is.

## Film
Destinatoin Anywhere (ook uitgebracht in 1997) maakte gebruik van muziek en concepten uit het album. De hoofdrollen werden vertolkt door Jon Bon Jovi en Demi Moore, die een jong echtpaar spelen dat worstelt met alcoholisme en de dood van hun jonge kind. De film debuteerde op zowel MTV en VH1 in 1997. Andere rollen in de film werden vertolkt door Kevin Bacon, Whoopi Goldberg en Annabella Sciorra. De film is geregisseerd door Mark Pellington.

## Tracklijst
Alle liedjes zijn geschreven en gecomponeerd door Jon Bon Jovi, behalve waar aangegeven.

| Nr. | Titel                                             | Schrijver(s)                          | Duur |
| --- | ------------------------------------------------- | ------------------------------------- | ---- |
| 1.  | Queen of New Orleans                              | Jon Bon Jovi, Dave Stewart            | 4:31 |
| 2.  | Janie, Don't Take Your Love to Town               | Jon Bon Jovi                          | 5:18 |
| 3.  | Midnight in Chelsea                               | Jon Bon Jovi, Dave Stewart            | 4:58 |
| 4.  | Ugly                                              | Jon Bon Jovi, Eric Bazilian           | 3:24 |
| 5.  | Staring at Your Window With a Suitcase in My Hand | Jon Bon Jovi                          | 4:26 |
| 6.  | Every Word Was a Piece of My Heart                | Jon Bon Jovi                          | 5:16 |
| 7.  | It's Just Me                                      | Jon Bon Jovi                          | 6:44 |
| 8.  | Destination Anywhere                              | Jon Bon Jovi                          | 4:56 |
| 9.  | Learning How to Fall                              | Jon Bon Jovi                          | 4:04 |
| 10. | Naked                                             | Jon Bon Jovi, Mark Hudson, Greg Wells | 4:42 |
| 11. | Little City                                       | Jon Bon Jovi                          | 4:58 |
| 12. | August 7, 4:15                                    | Jon Bon Jovi                          | 4:59 |
| 13. | Cold Hard Heart                                   | Jon Bon Jovi                          | 4:42 |

| Nr. | Titel           | Schrijver(s) | Duur |
| --- | --------------- | ------------ | ---- |
| 14. | I Talk to Jesus | Jon Bon Jovi | 5:20 |

| Nr. | Titel                                                              | Schrijver(s) | Duur |
| --- | ------------------------------------------------------------------ | ------------ | ---- |
| 14. | Miro a tu Ventana (Spanish version of "Staring at Your Window...") | Jon Bon Jovi | 4:26 |

| Nr. | Titel          | Schrijver(s)                               | Duur |
| --- | -------------- | ------------------------------------------ | ---- |
| 15. | Sad Song Night | Desmond Child, Jon Bon Jovi, Eric Bazilian | 3:52 |